# Браће Јерковић
Браће Јерковић 1, 2 и 3, је градско насеље са око 30.000 становника. Налази се на општини Вождовац и једно од највећих насеља на тој општини, као и у Београду.

## Име
Насеље је добило име по браћи Јерковић — Душану и Небојши. Душан је био учитељ пре рата, а после командант Ужичког НОП одреда. Погинуо је новембра 1941. године, на Кадињачи и проглашен је за народног хероја. Небојша је био командант Мачванског НОП одреда и погинуо је децембра 1941. године.

## Положај
На северу Браће Јерковић се граничи са насељем Медаковић 2, на североистоку са Медаковић 3 на северозападу са Маринковом баром, на истоку са Падином и Браће Јерковић 2, на југу са индустријском зоном Вождовац.
Главна и најдужа саобраћајница у насељу је истоимена улица.

## Аутобуске линије
Кроз насеље пролазе следеће линије ГСПа:
- 26 (Дорћол — Браће Јерковић)[4]
- 18 (Медаковић 3 — Земун/Бачка)[5]
- 50 (Баново Брдо — Устаничка)[6]
- 25 (Кумодраж 2 — Карабурма 2)[7]
- 25П (МЗ Кумодраж — Миријево)[8]
- 39 (Кумодраж 1 - Трг Славија/Бирчанинова)[9]
- АДА 3 (Коњарник — Ада Циганлија) (сезонска линија)[10]
- и ноћна линија:
- 26н (Дорћол — Браће Јерковић)[11]

## Институције
У насељу постоје три основне школе: Ђура Даничић, Змај Јова Јовановић и Бранислав Нушић као и три обданишта. Највеће улице су истоимена Браће Јерковић, Заплањска, Драгице Кончар, Јована Бијелића, Мештровићева, Дарвинова и друге. Насеље поседује три месне заједнице: Милунка Савић, Браће Јерковић и Митрово брдо.
У насељу Браће Јерковић је 2001. године направљен пројекат за изградњу стадиона ФК Јерковић, а реализација овог плана извршена је 2004. године када је и основан ФК Јерковић 04. Данас се овај клуб такмичи у општинској лиги а поседује, поред првог тима и школу омладинског фудбала за младе кадрове.